# Ґергарт Паннінг
Ґергарт Паннінг (10 червня 1900, Ерфурт — 22 березня 1944, поблизу Кальва у Вюртемберзі) — німецький криміналіст і викладач. У роки Другої світової війни він проводив експерименти над людьми.

## Життя та кар'єра
Ґергарт Паннінг народився в сім'ї вчителя, відвідував гуманітарну гімназію та перервав навчання через війну. З середини вересня 1917 року був добровольцем у Першій світовій війні та отримав кілька нагород. В червні 1918 року отримав шкільний атестат Notabitur, який видавали мобілізованим на війну підліткам. Після демобілізації в середині травня 1919 року Ґергарт протягом двох семестрів вивчав філософію в Університеті Мартіна Лютера в Галле. Після навчання медицині в Мюнхені, Єні та Берліні 9 липня 1925 року витримав державний іспит і розпочав медичну практику в лікарні Ерфурта та лікарні Вірхова в Берліні. 
1 липня 1926 року отримав ліцензію на медичну практику, а 29 січня 1927 року здобув ступінь доктора медицини. Після шести років асистентської практики в Інститутах патології при університетах Галле та Кенігсберга та в Інституті патології міста Магдебурга в жовтні 1933 року Паннінг став асистентом Берлінського інституту судової медицини Віктора Мюллера-Гесса. 
З кінця квітня 1933 року Ґергарт Паннінг був одружений з Аннелізе Ільзе, уродженою Форгауер (Vorhauer). У пари народилося двоє синів і дочка.
1 травня 1938 року, в переддні Другої світової Паннінг був мобілізований вдруге та очолив підрозділ судових та медичних розслідувань у відділі патології Військово-медичної академії. 11 липня 1939 р. захистив дисертацію (Die vitale Reaktion am Knochen habilitiert) та отримав підвищення до рангу Oberstabsarzt, що в медичній службі було відповідником рангу майора вермахту. 
1 грудня 1942 р. Паннінг розпочав викладання на кафедрі Інституту судової медицини в Бонні, а вже 28 квітня 1943 року призначений професором судово-медичної та соціальної медицини. Паннінг був консультативним судовим хірургом армійського медичного інспектора. 
22 березня 1944 р. Ґергарт Паннінг помер від наслідків легеневого туберкульозу в лазареті "Waldsanatorium Schömberg" біля містечка Кальв у Вюртемберзі. 

#### Співпраця з нацистським режимом
З 1933 р. і до мобілізації до Вермахту в травні 1938 р. він був членом добровільної нацистської організації НСМК, проте не входив до НСДАП.
На посаді завідувача патолого-анатомічного відділення Військово-медичної академії, де з травня 1938 року працював новостворений центр судових медичних розслідувань, з 21 вересня по 6 грудня 1939 року Паннінг проводив розтини та експертизу тіл етнічних німців, які загинули під час так званої Кривавої неділі в Бромбергу. Розслідування стосувалося причин смерті та використаної зброї, а особливий інтерес становили вогнепальні поранення від польських армійських гвинтівок. Цей епізод війни широко використовувався нацистською пропагандою як виправдання власних злочинів проти польського населення.

Після нападу на Радянський Союз, в червні-серпні 1941 року Паннінг долучився до розслідування використання радянською піхотою заборонених розривних набоїв. В ході очоленого ним балістичного експерименту під Житомиром були розстріляні декілька військовополонених. Згідно з матеріалами процесу Калсена (проведеного судом присяжних Дармштадта у 1968 р.), офіцер СС Пауль Блобель, що командував зондеркомандою 4a Ейнзацгрупи C, полковник Пальцо та голова армійського суду доктор Нойман (Oberkriegsgerichtsrats der Armee), залучили Паннінга для експерименту за участі групи стрільців СС і шістьох радянських військовополонених єврейського походження як мішеней:
„В’язні мали стояти прямо, на колінах або лежати на різній відстані від стрільців. Лікар. П. вказував стрільцям ті частини тіла, в які вони мали поцілити розривними набоями з радянських гвинтівок. Спочатку жертвам цілили в руки, ноги або тулуб, цей постріл мав на меті лише поранити їх, і таким чином, незважаючи на страшні наслідки ураження експансивною кулею, він не був смертельним. Тоді слідували другий чи третій (смертельні) постріли в голову жертви. [...] Вбитих полонених заносили до будинку, де лікар П. проводив розтин.“
Паннінг у своїй публікації результатів розслідування в журналі "Der Deutsche Militärarzt" не згадував фактичні обставини експерименту. Гельмут Джеймс граф фон Мольтке, німецький юрист і учасник антинацистського Опору був причетний до розслідування як член групи з міжнародного права (використання розривних набоїв було під забороною Гаазької конвенції). 12 вересня 1941 р. в листі своїй дружині Фреї він описав експерименти Паннінга як "кульмінацію морального виродження та розбещення" та передбачив кримінальні наслідки цього військового злочину.
Згадується також участь Паннінга в ексгумаціях масових жертв НКВС на території України.

## Вибрані публікації
- G. Panning: Die vitale Reaktion am Knochen (Veröffentlichungen aus der Konstitutions- und Wehrpathologie, Heft 45), Gustav Fischer Verlag, Jena 1940.
- G. Panning: Der Bromberger Blutsonntag. Ein gerichtsärztlicher Bericht, in: Deutsche Zeitschrift für die gesamte gerichtliche Medizin 34, 1941, S. 7–54.
- G. Panning: Wirkungsform und Nachweis der sowjetischen Infanteriesprengmunition, in: Der Deutsche Militärarzt 7, 1942, S. 20–30.